# Kerkgracht (Sneek)
De Kerkgracht is een gracht en de aan de oostelijke zijde van deze gracht gelegen straat in de binnenstad van Sneek. De straat aan de westzijde is de Westersingel.
De gracht en straat lopen van het Martiniplein in noordelijke richting richting de Prins Hendrikkade. Beide maken deel uit van het beschermd stadsgezicht. De woningen stammen uit de periode rond 1910. De straat en omgeving zijn in 2012 heringericht wegens de bouw van Theater Sneek en het Cultureel Kwartier Sneek. 
Aan de straat zijn onder meer Het Bolwerk en de Noorderkerk gevestigd. Ook is een deel van de straat rijksmonument, aangezien het Bolwerk en het Kerkgracht-Poortje deel uitmaken van de straat. De gracht maakt deel uit van de stadsgracht en is vrij te bevaren. Aan de gracht bevinden zich de Wilhelminabrug en de brug op de locatie van de voormalige Noorderpoort.